# Shkedei marak

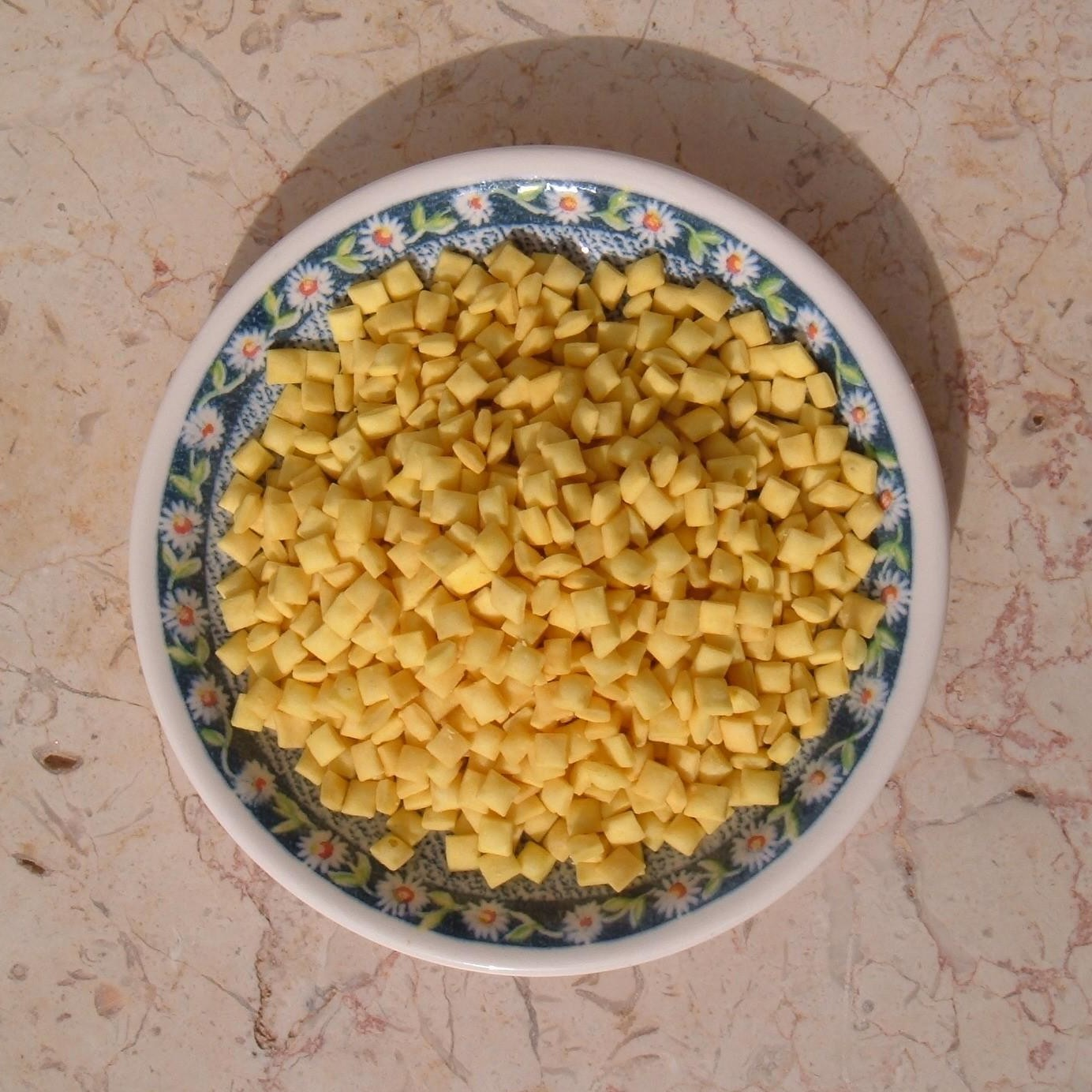
Shkedei marak.

Los shkedei marak (hebreo שקדי מרק, literalmente ‘almendras de sopa’) son un ingrediente israelí consistente en pequeños croûtons crujientes que se usan como acompañamiento de sopa, aunque también pueden tomarse como aperitivo. Son pequeños cuadrados amarillos hechos de harina y aceite de palma. Como producto parve, puede usarse con sopas de carne o nata. A pesar del nombre, no contiene almendras.

## Historia
Aunque actualmente los shkedei marak se fabrican industrialmente, están basados en los cuadrados de masa fritos crujientes caseros conocidos como mandlach (diminutivo de mandel, que significa ‘almendra’ en alemán y yidis), servidos tradicionalmente con sopa de pollo por los askenazi.

## Comercialización
Durante muchos años Osem fue el fabricante exclusivo de shkedei marak en Israel, pero actualmente el producto también es comercializado por otras compañías alimentarias israelíes, como Vita y Knorr. Davidovich Bakery & Sons, con sede cerca de Haifa, también produce y envasa almendras de sopa bajo diversas marcas comerciales. Con los años, las empresas de alimentación han experimentado con varias formas para el shkedei marak, incluyendo estrellas, aros y pececitos.